# Prsten Nibelungův
Prsten Nibelungův (Der Ring des Nibelungen) je série čtyř oper Richarda Wagnera, vytvořených volně na postavách a prvcích germánského pohanství, zvláště pak islandských ság a Písni o Nibelunzích. Jak hudbu, tak libreto vytvořil sám Richard Wagner, přičemž na to potřeboval dvacet šest let (1848–1874).
Součástí cyklu jsou následující čtyři opery:
- Das Rheingold (Zlato Rýna)
- Die Walküre (Valkýra)
- Siegfried (Siegfried)
- Götterdämmerung (Soumrak bohů)

## Obsah
Cyklus Prsten Nibelungův je dílo mimořádného rozsahu. Reprodukce celého cyklu vyplní na operní scéně čtyři večery. Celkový hrací čas činí přibližně 14,5 hodiny; jeho délka závisí na tempu muzikálního provedení udaném dirigentem. První a nejkratší opera Zlato Rýna zabere obvykle dvě hodiny a dvacet minut, zatímco poslední a nejdelší část – Soumrak bohů trvá asi čtyři a půl hodiny.
Cyklus je tvořen podle schématu klasických řeckých dramat, kdy vždy po třech tragédiích následovala satyrská hra. Cyklus v podstatě začíná až operou Valkýra, přičemž Zlato Rýna je považováno za jakousi předehru. Sám Wagner nazýval Zlato Rýna předběžným večerem, zatímco Valkýra, Siegfried a Soumrak bohů mají podtitul první, druhý a třetí den, čímž naplňují spíše znaky trilogie.
Rozměr i rozsah díla dosahují epického charakteru, cyklus sleduje boje bohů, hrdinů a mnoha mytických stvoření o magický prsten, který svému majiteli umožňuje vládu nad celým světem. Drama a intriky pokračují třemi generacemi protagonistů, až nakonec skončí v kataklyzmatu všeobecné zkázy v Soumraku bohů.
Hudba cyklu je hutná, s bohatou texturou a s postupem díla nabývá na nesmírné komplexitě. Wagner napsal pro orchestr rozsáhlé party, zahrnující mimořádně rozšířenou dechovou sekci, kde dokonce nechal vytvořit několik nových nástrojů jako jsou např. Wagnerova tuba, basová trubka nebo kontrabasový trombón. Nechal také zbudovat speciální Festivalové divadlo v Bayreuthu (Bayreuth Festspielhaus), které mělo zvláštní prostory pro rozsáhlý orchestr i sbory, které mohly zpívat s přirozenou silou a nepřekřikovat orchestr. Akustika tohoto prostoru patří mezi nejlepší na světě a velká část nahrávek z jiných koncertních síní a operních domů trpí nevyvážeností orchestru a sboru.

## Příběh
Zápletka se točí kolem magického prstenu, který svému majiteli poskytuje vládu nad světem. Tento prsten vykoval nibelungský trpaslík Alberich ze zlata, které ukradl z řeky Rýna. Několik mytických postav poté bojuje o vlastnictví prstenu, a to včetně Wotana (Ódina), vládce všech bohů. Wotanovy intriky, táhnoucí se přes generace celým cyklem a mající za cíl překonat jeho vlastní omezení, jsou základem velké části akčních scén v opeře. Prsten získá hrdina Siegfried, tak jak to Wotan plánoval, ale je zrazen a zavražděn. Nakonec valkýra Brünnhilde, Siegfriedova láska a Wotanova zavržená dcera vrací prsten do Rýna a v následující apokalypse jsou bozi zničeni.
Wagner vytvořil cyklus spojením prvků z mnoha germánských a skandinávských mýtů a pověstí. Starší a Mladší Edda posloužily jako základ opeře Zlato Rýna, zatímco ve Valkýře se obráží sága o Völsunzích. Siegfried obsahuje prvky z obou Edd, ságy Volsunga a ságy Thidreks. Závěrečná opera Soumrak bohů čerpá námět z díla z 12. století, německé Písně o Nibelunzích, podle které je také celý cyklus nazván.
Při spojování tolika rozdílných zdrojů dohromady použil Wagner mnoha současných motivů. Jedním ze základních principů cyklu je boj lásky, která je často asociována s přírodou nebo volností, proti moci, která je spojována s civilizací a vládou zákona. V úplně první scéně opery Zlato Rýna se opovrhovaný trpaslík Alberich zřekne lásky, aby tak získal moc a vládu nad celým světem tím, že uková magický prsten. V poslední scéně téže opery je mu prsten odebrán a Alberich ho prokleje – kdokoliv bude prsten vlastnit, stane se jeho otrokem.
Od svého uvedení je cyklus předmětem velkého množství interpretací. George Bernard Shaw ve svém díle Dokonalý wagnerián zastává názor, že Prsten je socialistickou kritikou industriální společnosti a jejího zneužití. Robert Donington ve studii Wagnerův prsten a jeho symboly (Wagner's ring and its symbols) interpretuje cyklus v jungiánských termínech jako případ vývoje podvědomých archetypů v mysli. Peter Kjærulff v Deníku nositele prstenu (Ringbearer’s Diary) vykládá Prsten jako pokus vystavět myšlenkovou strukturu, kterou označuje jako Prokletý prsten, což ho spojuje s Tolkienovým Pánem prstenů či Platónovým Gýgovým prstenem.

## Hudba
Ve svých předchozích dílech se Richard Wagner pokoušel zamaskovat konce zpěvů jako součást hudby. Pro Prsten se rozhodl přijmout nový styl, kdy by každý akt každé opery byl jedním jediným zpěvem bez přerušení. Ve své eseji Opera a drama (Opera und Drama) popisuje Wagner způsob, jakým by se poezie, hudba a výtvarné umění měly spojovat, aby vytvořily formu, kterou nazval Uměleckým dílem budoucnosti a říkal mu hudební drama. Od té doby již o svých operách hovoří skoro vždy jako o hudebních dramatech.
Jako nový základ pro svá hudební dramata přijal Wagner tzv. Grundthemen (Základní témata), pro které se ovšem vžil název leitmotiv. Jedná se o opakující se melodie a harmonické progrese, někdy spjaté s konkrétní tóninou a často s konkrétní orchestrací. Tyto leitmotivy hudebně charakterizují osobu, dění, emoce nebo charakter na scéně. Wagner je ve svém díle Opera a drama nazýval „návody k pocitům“ a popisoval, jak mohou posluchači napomoci vnímat hudební nebo dramatický podtext dění na jevišti, stejně jako podobnou roli plnil starořecký chórus v antických dramatech. Zatímco jiní skladatelé už použili leitmotiv před Wagnerem, Prsten Nibelungův byl pozoruhodný jak rozsahem, v jakém byl použit, tak v genialitě jeho vývoje a kombinací.
Každý důležitý předmět, osoba či událost je v Prstenu doprovázena vlastním leitmotivem, dokonce dlouhé úseky hudby jsou tvořeny pouze jím. Jeden takový příklad se nachází v Soumraku bohů: Siegfriedova cesta po Rýnu je doprovázena rapsodií na Siegfriedovo téma, která přejde v leitmotiv Rýna konečně v motiv Gibichungovo síně. Po celém cyklu jsou rozesety tucty individuálních motivů. Často slouží jako upozornění či připomenutí osoby na jevišti, jako přímý odkaz na text, nebo jenom jako narážka na text. Některé motivy se objevují jen v jedné opeře, část však zazní ve všech čtyřech.
Jak cyklus postupuje, zvláště pak od třetího aktu Siegfrieda, vyskytují se motivy ve stále komplikovanějších kombinacích. Wagner také použil techniku svého tchána Ference Liszta, nazvanou „metamorfóza tématu“, aby tak přetvořil některé leitmotivy v nové, svébytné melodie. Krásný příklad se nachází v přechodu mezi první a druhou scénou Zlata Rýna, kdy motiv spojený s kováním magického prstenu přejde spojitě v ruch nově dobudované Valhally, Wotanovy pevnosti, ze které hodlá vládnout světu s pomocí svého oštěpu.
Některé aspekty systému leitmotivu přitahovaly kritiku jako příliš zřejmé a jednoduché. Někteří špatně pochopili leitmotiv jako pouhý způsob jak upozornit na osobu, dění či předmět na jevišti, ale k tomu již leitmotivy již dávno neslouží, např. Debussy napsal své Moře (La Mer) pro lidi, kteří v životě moře neviděli. Někteří kritikové jako například Theodor Adorno ve své eseji Při hledání Wagnera (In Search for Wagner) spekulovali, že sám Wagner nevěděl, jak svůj cyklus ukončit, a tak jen zkombinoval dohromady několik obvyklých motivů. Adorno tvrdil, že závěrečné akordy a melodie cyklu (tzv. motiv Vykoupení láskou) byly použity jenom proto, že zněly nejkrásněji.
Pokroky v orchestraci a tonalitě, kterých Wagner ve svém díle dosáhl, mají zásadní důležitost v dějinách západní hudby. Svůj cyklus napsal pro velmi široký orchestr, s paletou sedmnácti různých nástrojových skupin použitých ať už samostatně nebo v nesčetných kombinacích, aby tak vyjádřil široké rozpětí emocí a událostí dramatu. Richard Wagner zašel dokonce tak daleko, že si objednal výrobu několika nových nástrojů, včetně Wagnerovy tuby, vynalezené k zaplnění kvalitativní tónové mezery (podle jeho názoru) mezi lesním rohem a trombónem, případně upravil nástroje stávající a vytvořil basovou trubku a kontrabasový trombón.
Wagner navíc oslabil tradiční tonalitu do té míry, že se zvláště od třetího aktu Siegfrieda nedá hovořit o tradičně pojímaných tóninách, ale spíše o „tóninových oblastech“, kdy jedna tónina jemně přechází do následující. Tato plynulost ho zbavila nutnosti vkládat do díla pauzy a přerušení a umožnila vytvořit v díle rozsáhlé hudební struktury – Zlato Rýna trvá dvě a půl hodiny bez jakéhokoliv přerušení. Tonální neurčitost byla podpořena zvýšenou svobodou, se kterou Wagner používal disonanci. Jednoduché durové či mollové akordy jsou v Prstenu neobvyklé a toto dílo je společně s Tristanem a Isoldou považováno za milník na cestě k Arnoldu Schoenbergovi, jeho revolučnímu rozchodu s tradičním konceptem tóniny a jeho odmítnutí souzvuku jako základu organizační struktury hudby.

## Seznam postav
- Bohové
  - Wotan – král bohů, bůh světla, vzduchu a větru (basbaryton)
  - Fricka – Wotanova choť, bohyně manželství (mezzosoprán)
  - Freia – sestra Fricky, bohyně lásky / mládí (soprán)
  - Donner – bratr Fricky, bůh hromu (baryton)
  - Froh – bratr Fricky, bůh jara / štěstí (tenor)
  - Erda – bohyně moudrosti / Země (kontraalt)
  - Loge – polobůh ohně (tenor)
  - Norny – sudičky, dcery Erdy (kontraalt, mezzosoprán, soprán)
- Wälsungové (potomci Wotana a smrtelnice)
  - Siegmund (tenor)
  - Sieglinde – Siegmundova sestra – dvojče (soprán)
  - Siegfried – drakobijce, syn Siegmunda a Sieglindy (tenor)
- Valkýry – panny-bojovnice, dcery Wotana a Erdy
  - Brünnhilde (soprán)
  - Waltraute (mezzosoprán)
  - Helmwige (soprán)
  - Gerhilde (soprán)
  - Siegrune (mezzosoprán)
  - Schwertleite (mezzosoprán)
  - Ortlinde (soprán)
  - Grimgerde (mezzosoprán)
  - Rossweisse (mezzosoprán)
- Dcery Rýna
  - Woglinde (soprán)
  - Wellgunde (soprán)
  - Flosshilde (kontraalt)
- Obři
  - Fasolt (basbaryton)
  - Fafner – jeho bratr, později proměněn v draka (bas)
- Nibelungové
  - Alberich (baryton)
  - Mime – jeho bratr a Siegfriedův otčím (tenor)
- Smrtelníci
  - Gunther – král Gibichungů, syn krále Gibicha a královny Grimhilde (baryton)
  - Gutrune – jeho sestra (soprán)
  - Hagen – jejich nevlastní bratr, syn Albericha a královny Grimhilde (bas)
  - Hunding – manžel Sieglinde, náčelník Neidingů (bas)
- hlas lesního ptáčka (soprán).

## Orchestrace
Richard Wagner napsal své dílo pro mimořádně rozsáhlý orchestr, ale velice konkrétně určoval, kolik nástrojů má hrát určitý part. Mezi smyčci je 16 prvních a 16 druhých houslí, 12 viol, 12 violloncel a 12 kontrabasů. Dechy zahrnovaly 3 flétny a jednu pikolu, 3 hoboje, jeden anglický roh, 3 klarinety a jeden basklarinet, 3 fagoty (s poznámkou, že mají být použity kontrafagoty vždy, když použité fagoty nezvládnou zahrát občas požadované nízké A). Žesťová sekce se skládala z osmi lesních rohů (z nich čtyři hráči v případě potřeby nahradili lesní roh za Wagnerovu tubu), tří trubek a jedné basové trubky, tří tenorbasových trombónů, jednoho kontrabasového trombónu a jedné kontrabasové tuby. V bicí sekci se nalézaly dvoje tympány, triangl, pár činelů, malý bubínek a zvonkohra. V Rýnském zlatě je orchestr ještě doplněn šesti harfami a jednou, která hraje mimo orchestřiště. V některých místech cyklu také Wagner povolal stroj na hřmění, šestnáct kovadlin a býčí rohy.

## Historie Prstenu Nibelungova

### Vytvoření textu

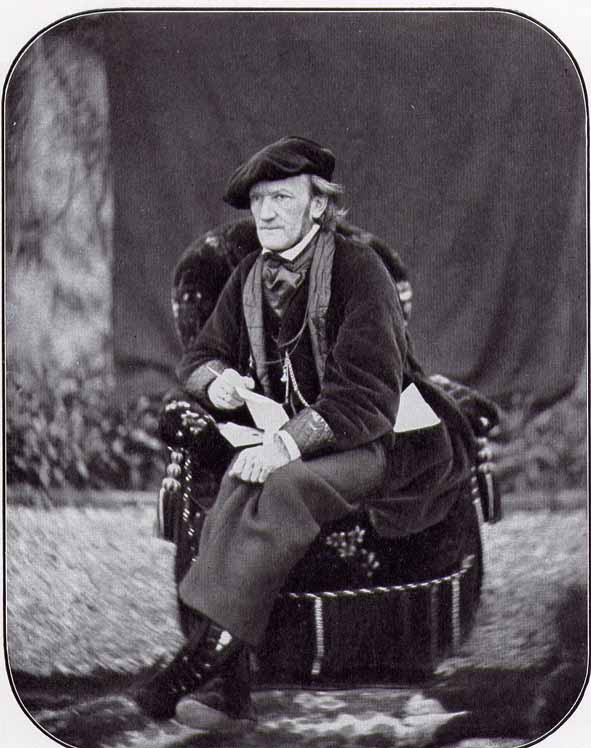
Richard Wagner u Lucernského jezera 1868

V létě 1848 napsal Richard Wagner Nibelungovský mýtus jako náčrt dramatu, kombinující výše zmíněné zdroje do jednotného příběhu, velmi podobného výslednému ději Prstenu Nibelungovu, přesto však s několika podstatnými změnami. O více než rok později začal psát libreto s názvem Siegfriedova smrt (Siegfrieds Tod). Pravděpodobně byl povzbuzen sérií článků v Neue Zeitschrift für Musik, vybízející německé autory k napsání „národní opery“ podle Písně o Nibelunzích, německé básně z 12. století, která byla od svého znovuobjevení v roce 1755 německými romantiky vyzdvihována jako „Německý národní epos“. Wagnerovo libreto Siegfriedova smrt se zabývalo právě Siegfriedem, hlavní postavou Písně o Nibelunzích.
Roku 1850 dokončil Wagner hudební náčrt (později opuštěný) Siegfriedovy smrti. Nyní cítil, že potřebuje jakousi předoperu, kterou nazval Mladý Siegfried (Der junge Siegfried, pozdější opera Siegfried), aby tak vysvětlil události opery Siegfriedova smrt. Náčrt libreta opery Mladý Siegfried dokončil v květnu roku 1851. V říjnu se však náhle rozhodl, že vytvoří cyklus čtyř oper, hraných po čtyři noci – Zlato Rýna, Valkýra, Mladý Siegfried, Siegfriedova smrt.
Text všech čtyř oper byl dokončen v prosinci 1852 a v únoru 1853 byl soukromě vydán.

### Složení hudby
V listopadu 1853 začal Wagner sestavovat náčrt hudby pro Zlato Rýna. Na rozdíl od libret, která byla napsána vlastně odzadu, od poslední opery, hudbu začal Wagner komponovat naopak popořádku. Ve skládání pokračoval až do roku 1857, kdy dokončil druhé jednání opery Siegfried. Wagner poté přerušil práci na dlouhých dvanáct let, během nichž napsal opery Tristan a Isolda a Mistři pěvci norimberští. V roce 1869, kdy Richard Wagner žil v Tribschen u Lucernského jezera, sponzorován bavorským králem Ludvíkem II., se rozhodl pro návrat k Siegfriedovi a zakrátko dokončil celý cyklus. Rozhodl se pro změnu názvu a poslední operu přejmenoval na Soumrak bohů a Mladého Siegfrieda na Siegfrieda. V dokončeném díle jsou bozi na konci zničeni a nikoliv vykoupeni, jak původně text optimisticky předpokládal. Skladatel se také rozhodl provést na jevišti i děje oper Zlato Rýna a Valkýra, jejichž děj měl být původně pouze převyprávěn na pozadí dalších dvou oper. To sice způsobilo drobné nesrovnalosti v ději, na velikosti díla to ovšem neubírá.

## Představení
Na naléhání Ludvíka II. Bavorského a přes námitky Wagnera bylo realizováno speciální uvedení Zlata Rýna a Valkýry v mnichovském Národním divadle ještě před uvedením celého cyklu. Zlato Rýna mělo tedy premiéru 22. září 1869 a Valkýra 26. června 1870. Wagner poté ohlásil zpoždění v dokončení další opery Siegfried, aby zabránil dalšímu uvádění proti své vůli.

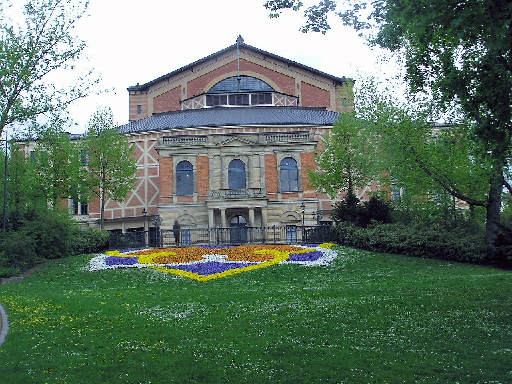
Festspielhaus v Bayreuthu, postavený speciálně pro provádění cyklu Prsten Nibelungův

Umělec dlouho toužil po zvláštním koncertním domě, který by si navrhl sám a ve kterém by byl prováděn jeho cyklus Prstenu. V roce 1871 se rozhodl pro bavorské město Bayreuth, o rok později se do něj přestěhoval a stejný rok byl položen základní kámen. Následující dva roky strávil Wagner sháněním sponzorů pro stavbu, nicméně s velmi hubeným výsledkem. Projekt nakonec v roce 1874 zachránil král Ludvík II. Bavorský, který Wagnerovi daroval potřebné peníze. Bayreuthský festivalový dům byl otevřen roku 1876 provedením celého cyklu, což trvalo od 13. srpna do 17. srpna.